# Hieronim I (arcybiskup Aten)
Hieronim, imię świeckie Jeronimos Kotsonis (ur. 1905 na wyspie Tinos, zm. 15 listopada 1988) – grecki biskup prawosławny, zwierzchnik Greckiego Kościoła Prawosławnego w latach 1967–1973.

## Życiorys
Był wychowywany przez głęboko wierzącą matkę, jego ojciec zmarł jeszcze przed jego urodzeniem. W 1924 podjął studia teologiczne na uniwersytecie w Atenach; ukończył je z wyróżnieniem. Następnie kontynuował studia teologiczne w Monachium, Berlinie, Oksfordzie i Bonn, poznając teologię rzymskokatolicką, ewangelicko-reformowaną, starokatolicką i anglikańską. W 1940 obronił pracę doktorską w dziedzinie teologii. Rok wcześniej został wyświęcony na diakona, zaś w 1940 – na kapłana. Równocześnie został sekretarzem Świętego Synodu Kościoła i redaktorem naczelnym jego oficjalnego organu – pisma „Ekklisia”.
W czasie II wojny światowej angażował się w organizowaną przez Kościół pomoc najbiedniejszym. Po zakończeniu działań wojennych działał na rzecz odbudowy zniszczonych świątyń prawosławnych i powrotów greckich emigrantów do ojczyzny. W 1947 otrzymał godność protoprezbitera. Od tego samego roku przyjaźnił się z greckim królem Pawłem I.
Od 1959 wykładał prawo kanoniczne i teologię pasterską na uniwersytecie w Salonikach, będąc nadal kapelanem rodziny królewskiej. Od 1952 zasiadał w Komitecie Centralnym Światowej Rady Kościołów. Brał aktywny udział w ruchu ekumenicznym.
Wielokrotnie reprezentował Grecki Kościół Prawosławny na międzynarodowych konferencjach i spotkaniach.
11 maja 1967 Hieronim, będący archimandrytą, został wybrany na zwierzchnika Greckiego Kościoła Prawosławnego. Następnego dnia odbyła się chirotonia biskupia, zaś 17 maja – intronizacja na urząd arcybiskupa Aten. Jego wybór został zainspirowany przez juntę czarnych pułkowników, która objęła władzę w końcu kwietnia 1967 drogą zamachu stanu. Pułkownicy zmusili poprzednika Hieronima, Chryzostoma, do zrzeczenia się urzędu.
Hieronim popierał działalność junty i sam cieszył się poparciem wojskowych, systematycznie deklarujących bliski związek swojego rządu z Kościołem prawosławnym (hasło „Grecja prawosławnych Greków”). Wykorzystując sytuację, zdołał zwiększyć autonomię Kościoła w sferach edukacji i finansów. Relacje Kościoła z juntą w ostatecznym rozrachunku przyczyniły się jednak do spadku popularności prawosławnej hierarchii w społeczeństwie.
Jako arcybiskup Aten odbył oficjalne wizyty do Cypryjskiego Kościoła Prawosławnego (1967), Rumuńskiego Kościoła Prawosławnego (1968), Bułgarskiego Kościoła Prawosławnego (1969), Patriarchatu Aleksandryjskiego (1971) i Serbskiego Kościoła Prawosławnego.
Hieronim odszedł z urzędu w 1973, po wewnętrznym przewrocie w rządzie pułkowników i dojściu do władzy radykalnie prawicowego skrzydła wśród wojskowych. Nowy rząd pobłogosławił metropolita Janiny Serafin. Hieronim nie zgodził się z jego decyzją (jego pismo protestacyjne Synod Kościoła odrzucił), po czym ogłosił swoją rezygnację.
Autor szeregu publikacji z dziedziny teologii.